# 불규칙 변광성
불규칙 변광성(不規則變光星, Irregular variable)은 일정하지 않은 주기로 밝기가 변하는 변광성을 일컫는다. 불규칙 변광성은 분출형과 맥동형의 두 가지 형태가 있다.
- I형 변광성은 IA형 (분광형이 O ~ A형)과 IB형 (분광형 F ~ M형)으로 세분화된다.
- 별이 형성되는 지역의 IN형 오리온 변광성은 밝기가 1 ~ 10일을 주기로 1등급만큼 변하며, 분광형에 따라 INA형과 INB형으로 나뉜다. 예외로 황소자리 T는 INT형으로 분류하고, 오리온자리 YY는 INT(YY)형으로 분류한다.
- 분출형 불규칙 변광성의 세 번째 형태는 수 시간에서 수 일 사이에 0.5 ~ 1등급의 밝기가 변화하는 IS 별이다. 이 형태로 ISA형과 ISB형으로 나뉜다.

느린 불규칙 변광성으로 불리는 맥동형 불규칙 거성 혹은 초거성은 모두 분광형의 후반부에 분포하며, 거성은 L-LB형 초거성은 LC형으로 분류한다. 반규칙 변광성이 얼마나 있는지는 연구가 더 필요하다.